# 띠아오만 공주
띠아오만 공주(중국어 간체자: 刁蛮公主, 정체자: 刁蠻公主, 병음: Diāo mán gōng zhǔ 댜오만궁주[*], 한자음: 조만공주)는 2005년에 방영된 총 36부작 중화인민공화국의 드라마이다. 중화인민공화국 전역에 시청률 1위를 기록하면서 호평받았다.

## 출연진
- 장나라 : 사도정 역
- 소유붕 : 주윤 역
- 포뢰 : 안녕공주 역
- 여행 : 백운비 역
- 진수려 : 문미아 역
- 홍흔
- 왕강
- 고로
- 장입위